# Вулиця Дарії Віконської (Тернопіль)
Вулиця Дарії Віконської — вулиця в мікрорайоні «Кутківці» міста Тернополя. Названа на честь української письменниці, літературо- і мистецтвознавиці, перекладачки та літературної критикині Дарії Віконської. До 11 липня 2022 року — вулиця Агрономічна.

## Відомості
Розпочинається від вулиці Тернопільської, пролягає на схід до вулиці Підгірної, де і закінчується. На вулиці розташовані переважно приватні будинки.

## Дотичні вулиці
Дотична вулиці одна — правобічна — Урожайна.

## Культура
- Будинок культури «Кутківці» (Дарії Віконської, 1)

## Релігія
- Церква Покрови Пресвятої Богородиці (Дарії Віконської, 2)